# Monarquia Presidencial

Cidadania no Brasil (2001), obra em que José Murilo de Carvalho apresenta o conceito de "Monarquia Presidencial".

Monarquia Presidencial é um conceito historiográfico cunhado pelo historiador e cientista social José Murilo de Carvalho, referente ao sistema político brasileiro estabelecido pela Constituição de 1824. O conceito pode ser considerado um paralelo ao termo mais conhecido, o “parlamentarismo às avessas”, embora possa ser aplicado de forma mais adequada ao contexto do Primeiro Reinado.

## Conceito
Segundo Carvalho (2001):
Como resíduo do absolutismo, [a Constituição de 1824] criou ainda um quarto poder, chamado de Moderador, que era privativo do imperador. A principal atribuição desse poder era a livre nomeação dos ministros de Estado, independentemente da opinião do Legislativo. Essa atribuição fazia com que o sistema não fosse autenticamente parlamentar, conforme o modelo inglês. Poderia ser chamado de Monarquia Presidencial, de vez que no presidencialismo Republicano a nomeação de ministros também independe da aprovação do Legislativo.
Assim, o governo do Império do Brasil era centralizado na pessoa do Imperador, detentor do Poder Moderador e responsável pela nomeação e demissão dos ministros de Estado, independente da aprovação do Poder Legislativo, impossibilitando, desse modo, a formação de um sistema parlamentarista de fato.
A partir de 1847, com a criação do cargo de Presidente do Conselho de Ministros (primeiro-ministro), o Imperador passou a nomear somente o chefe (de facto) do Poder Executivo, cabendo ao escolhido nomear os demais ministros de seu gabinete.